# Simning vid afrikanska spelen 2023
Simning vid afrikanska spelen 2023 hölls mellan den 9 och 13 mars 2024 i Borteyman Sports Complex Accra i Ghana.

## Medaljörer

### Herrar
| Gren           | Guld | Guld       | Silver | Silver         | Brons | Brons    |
| Frisim         | |            | |                | |          |
| 50 m           | Ali Khalafalla Egypten | 22,02 0MR0 | Clayton Jimmie Sydafrika | 22,54          | Xander Skinner Namibia | 22,67    |
| 100 m          | Clayton Jimmie Sydafrika | 46,29      | Xander Skinner Namibia | 49,29          | Abdalla Nasr Egypten | 50,99    |
| 200 m          | Marwan Elkamash Egypten | 1.49,75    | Abdalla Nasr Egypten | 1.50,39        | Andrew Ross Sydafrika | 1.51,09  |
| 400 m          | Marwan Elkamash Egypten | 3.51,79    | Matthew Caldwell Sydafrika | 3.57,70        | Cameron Casali Sydafrika | 3.58,73  |
| 800 m          | Marwan Elkamash Egypten | 8.04,25    | Matthew Caldwell Sydafrika | 8.19,45        | Ali Ahmed Egypten | 8.23,68  |
| 1 500 m        | Marwan Elkamash Egypten | 15.39,07   | Ali Ahmed Egypten | 15.58,23       | Matthew Caldwell Sydafrika | 16.10,89 |
| Ryggsim        | |            | |                | |          |
| 50 m           | Abdellah Ardjoune AlgerietJonah Pool-Jones Sydafrika | 25,85      | Ingen medaljör | Ingen medaljör | Steven Aimable Senegal | 26,31    |
| 100 m          | Abdellah Ardjoune Algeriet | 55,94      | Denilson Cyprianos Zimbabwe | 56,32          | Jonah Pool-Jones Sydafrika | 56,98    |
| 200 m          | Denilson Cyprianos Zimbabwe | 2.01,96    | Abdellah Ardjoune Algeriet | 2.02,22        | Helgaard Muller Sydafrika | 2.03,99  |
| Bröstsim       | |            | |                | |          |
| 50 m           | Jaouad Syoud Algeriet | 27,98      | Youssef El-Kamash Egypten | 28,27          | Adrian Robinson Botswana | 28,28    |
| 100 m          | Ronan Wantenaar Namibia | 1.01,86    | Jaouad Syoud Algeriet | 1.01,93        | Adrian Robinson Botswana | 1.03,03  |
| 200 m          | Jaouad Syoud Algeriet | 2.14,82    | Ronan Wantenaar Namibia | 2.15,52        | Andrew Ross Sydafrika | 2.18,20  |
| Fjärilsim      | |            | |                | |          |
| 50 m           | Ali Khalafalla Egypten | 23,93      | Abeiku Jackson Ghana | 24,23          | Jarden Eaton Sydafrika | 24,42    |
| 100 m          | Abdalla Nasr Egypten | 53,29      | Jarden Eaton Sydafrika | 53,45          | Abeiku Jackson Ghana | 53,80    |
| 200 m          | Abdalla Nasr Egypten | 2.01,87    | Fares Benzidoune Algeriet | 2.02,21        | Liam Vehbi Sydafrika | 2.03,79  |
| Medley         | |            | |                | |          |
| 200 m          | Jaouad Syoud Algeriet | 2.01,44    | Andrew Ross Sydafrika | 2.03,26        | Moncef Balamane Algeriet | 2.05,32  |
| 400 m          | Jaouad Syoud Algeriet | 4.24,59    | Ramzi Chouchar Algeriet | 4.30,95        | Liam Vehbi Sydafrika | 4.31,54  |
| Stafett        | |            | |                | |          |
| 4×100 m frisim | Sydafrika Kaydn Naidoo (52,02) Owethu Mahan (51,75) Andrew Ross (50,56) Clayton Jimmie (49,53) Jarden Eaton[a] Cameron Casali[a] Liam Vehbi[a] Jonah Pool-Jones[a]       | 3.23,86    | Egypten Abdalla Nasr (51,57) Ibrahim Shamseldin (51,51) Mohamed Derbala (51,77) Marwan Elkamash (50,58) Atia El Rahman[a]                   | 3.25,43        | Nigeria Abduljabar Adama (52,28) Clinton Opute (51,23) Tobi Sijuade (51,10) Colins Ebingha (51,40)                                                                  | 3.26,01  |
| 4×200 m frisim | Egypten Ibrahim Shamseldin (1.52,83) Karim Mahmoud (1.53,67) Abdalla Nasr (1.50,76) Marwan Elkamash (1.50,73)                                                            | 7.27,62    | Sydafrika Andrew Ross (1.51,99) Tumelo Mahan (1.53,82) Cameron Casali (1.52,41) Matthew Caldwell (1.53,64)                                  | 7.31,86        | Algeriet Fares Benzidoune (1.59,34) Mohamed Hamour (1.55,52) Jaouad Syoud (1.56,34) Moncef Balamane (1.56,81)                                                       | 7.48,01  |
| 4×100 m medley | Sydafrika Jonah Pool-Jones (56,93) Petrus Truter (1.02,36) Jarden Eaton (54,04) Clayton Jimmie (49,74) Helgaard Muller[a] Andrew Ross[a] Kaydn Naidoo[a] Tumelo Mahan[a] | 3.43,07    | Egypten Ali Ahmed (57,60) Youssef El-Kamash (1.03,13) Abdalla Nasr (52,98) Marwan Elkamash (51,08) Mohamed Derbala[a] Ibrahim Shamseldin[a] | 3.44,79        | Algeriet Abdellah Ardjoune (56,19) Jaouad Syoud (1.03,11) Fares Benzidoune (54,65) Mohamed Hamour (51,72) Moncef Benbara[a] Youcef Bouzouia[a] Akram Amine Ammar[a] | 3.45,67  |

a  Simmare som endast deltog i försöken men som ändå erhöll medaljer.

### Damer
| Gren           | Guld | Guld          | Silver | Silver   | Brons | Brons    |
| Frisim         | |               | |          | |          |
| 50 m           | Farida Osman Egypten                                                                                             | 24,72 0MR0    | Caitlin de Lange Sydafrika                                                                                | 24,99    | Mia Phiri Zambia | 26,27    |
| 100 m          | Caitlin de Lange Sydafrika                                                                                       | 55,53         | Farida Osman Egypten                                                                                      | 55,62    | Gloria Muzito Uganda | 56,01    |
| 200 m          | Lojine Hamed Egypten                                                                                             | 2.03,63       | Hannah Mouton Sydafrika                                                                                   | 2.04,08  | Catherine van Rensburg Sydafrika                                                                                         | 2.04,35  |
| 400 m          | Catherine van Rensburg Sydafrika                                                                                 | 4.17,92       | Lojine Hamed Egypten                                                                                      | 4.19,34  | Hannah Mouton Sydafrika                                                                                                  | 4.22,89  |
| 800 m          | Catherine van Rensburg Sydafrika                                                                                 | 8.50,78       | Lojine Hamed Egypten                                                                                      | 9.08,82  | Majda Chebaraka Algeriet                                                                                                 | 9.39,28  |
| 1 500 m        | Catherine van Rensburg Sydafrika                                                                                 | 16.47,61 0MR0 | Lojine Hamed Egypten                                                                                      | 17.13,46 | Rafaela Santo Angola | 18.38,70 |
| Ryggsim        | |               | |          | |          |
| 50 m           | Caitlin de Lange Sydafrika                                                                                       | 28,76 0MR0    | Tayla Jonker Sydafrika                                                                                    | 29,00    | Mia Phiri Zambia | 29,17    |
| 100 m          | Sara El-Sammany Egypten                                                                                          | 1.03,31       | Tayla Jonker Sydafrika                                                                                    | 1.03,36  | Donata Katai Zimbabwe | 1.03,77  |
| 200 m          | Anishta Teeluck Mauritius                                                                                        | 2.17,71       | Tayla Jonker Sydafrika                                                                                    | 2.21,84  | Jessica Humphrey Namibia                                                                                                 | 2.21,84  |
| Bröstsim       | |               | |          | |          |
| 50 m           | Simone Moll Sydafrika                                                                                            | 31,91         | Kate Meyer Sydafrika                                                                                      | 33,03    | Nadine Abdallah Egypten                                                                                                  | 33,37    |
| 100 m          | Simone Moll Sydafrika                                                                                            | 1.09,50       | Georgia Els Sydafrika                                                                                     | 1.09,91  | Hamida Rania Nefsi Algeriet                                                                                              | 1.12,67  |
| 200 m          | Hamida Rania Nefsi Algeriet                                                                                      | 2.33,33       | Kate Meyer Sydafrika                                                                                      | 2.35,35  | Georgia Els Sydafrika | 2.37,17  |
| Fjärilsim      | |               | |          | |          |
| 50 m           | Farida Osman Egypten                                                                                             | 26,02         | Caitlin de Lange Sydafrika                                                                                | 26,81    | Oumy Diop Senegal | 27,30    |
| 100 m          | Farida Osman Egypten                                                                                             | 58,81         | Nour Elgendy Egypten                                                                                      | 1.01,19  | Oumy Diop Senegal | 1.01,95  |
| 200 m          | Nour Elgendy Egypten                                                                                             | 2.15,12       | Leigh McMorran Sydafrika                                                                                  | 2.19,06  | Jasmine Eissa Egypten | 2.20,22  |
| Medley         | |               | |          | |          |
| 200 m          | Georgia Els Sydafrika                                                                                            | 2.17,65       | Nour Elgendy Egypten                                                                                      | 2.19,74  | Hamida Rania Nefsi Algeriet                                                                                              | 2.20,51  |
| 400 m          | Catherine van Rensburg Sydafrika                                                                                 | 4.56,13       | Hamida Rania Nefsi Algeriet                                                                               | 5.01,60  | Kate Meyer Sydafrika | 5.02,63  |
| Stafett        | |               | |          | |          |
| 4×100 m frisim | Egypten Farida Osman (55,86) Nour Elgendy (57,53) Lojine Hamed (57,54) Nadine Abdallah (57,54)                   | 3.48,47 0MR0  | Algeriet Nesrine Medjahed (58,17) Lilia Midouni (58,98) Majda Chebaraka (1.00,32) Imene Zitouni (1.00,59) | 3.58,06  | Zimbabwe Paige van der Westhuizen (58,89) Vhenekai Dhemba (1.04,21) Donata Katai (1.03,60) Mikayla Makwabarara (1.00,86) | 4.07,56  |
| 4×200 m frisim | Sydafrika Hannah Mouton (2.05,25) Leigh McMorran (2.08,67) Kate Meyer (2.07,97) Catherine van Rensburg (2.05,42) | 8.27,31       | Egypten Nour Elgendy (2.08,23) Nadine Abdallah (2.09,58) Rawan El-Damaty (2.08,10) Lojine Hamed (2.09,27) | 8.35,18  | Algeriet Majda Chebaraka (2.12,57) Nesrine Medjahed (2.13,41) Hamida Rania Nefsi (2.16,11) Lilia Midouni (2.15,34)       | 8.57,43  |
| 4×100 m medley | Sydafrika Tayla Jonker (1.02,97) Simone Moll (1.09,69) Hannah Mouton (1.04,38) Caitlin de Lange (54,85)          | 4.11,89       | Egypten Sara El-Sammany (1.03,59) Nadine Abdallah (1.14,65) Farida Osman (59,39) Nour Elgendy (1.00,18)   | 4.17,81  | Algeriet Imene Zitouni (1.08,64) Hamida Rania Nefsi (1.12,90) Lilia Midouni (1.04,39) Nesrine Medjahed (59,76)           | 4.25,69  |

### Mixat
| Gren           | Guld | Guld    | Silver | Silver  | Brons | Brons   |
| 4×100 m frisim | Sydafrika Caitlin de Lange (56,55) Georgia Els (57,42) Andrew Ross (50,37) Clayton Jimmie (50,07) Hannah Mouton[b] Kaydn Naidoo[b]                                         | 3.34,41 | Egypten Farida Osman (57,05) Nadine Abdallah (57,38) Ali Khalafalla (51,54) Abdalla Nasr (51,04) Karim Mahmoud[b] Mohamed Derbala[b] Hla Naanoush[b] Ganat Soliman[b]    | 3.37,01 | Algeriet Jaouad Syoud (51,10) Mehdi Nazim Benbara (51,51) Lilia Midouni (59,52) Nesrine Medjahed (58,32) Youcef Bouzouia[b] Jihane Benchadli[b] Akram Ammar[b]             | 3.40,45 |
| 4×100 m medley | Sydafrika Tayla Jonker (1.04,22) Petrus Truter (1.04,28) Jarden Eaton (53,53) Caitlin de Lange (55,53) Jonah Pool-Jones[b] Simone Moll[b] Kaydn Naidoo[b] Hannah Mouton[b] | 3.57,56 | Egypten Atia El Rahman (1.03,05) Youssef El-Kamash (1.03,55) Farida Osman (59,47) Nadine Abdallah (57,19) Ali Ahmed[b] Karim Mahmoud[b] Jasmine Eissa[b] Nour Elgendy[b] | 4.03,26 | Algeriet Abdellah Ardjoune (59,37) Hamida Rania Nefsi (1.12,21) Jaouad Syoud (54,53) Nesrine Medjahed (57,23) Mehdi Nazim Benbara[b] Youcef Bouzouia[b] Majda Chebaraka[b] | 4.03,34 |

b  Simmare som endast deltog i försöken men som ändå erhöll medaljer.

## Medaljtabell
| Nr                   | Nation               | Guld | Silver | Brons | Totalt |
| -------------------- | -------------------- | ---- | ------ | ----- | ------ |
| 1                    | Sydafrika            | 17   | 16     | 13    | 46     |
| 2                    | Egypten              | 16   | 15     | 4     | 35     |
| 3                    | Algeriet             | 7    | 6      | 10    | 23     |
| 4                    | Namibia              | 1    | 2      | 2     | 5      |
| 5                    | Zimbabwe             | 1    | 1      | 2     | 4      |
| 6                    | Mauritius            | 1    | 0      | 0     | 1      |
| 7                    | Ghana*               | 0    | 1      | 1     | 2      |
| 8                    | Senegal              | 0    | 0      | 3     | 3      |
| 9                    | Botswana             | 0    | 0      | 2     | 2      |
| 9                    | Zambia               | 0    | 0      | 2     | 2      |
| 11                   | Angola               | 0    | 0      | 1     | 1      |
| 11                   | Nigeria              | 0    | 0      | 1     | 1      |
| 11                   | Uganda               | 0    | 0      | 1     | 1      |
| Totalt (13 nationer) | Totalt (13 nationer) | 43   | 41     | 42    | 126    |